# Tarija (departman)
Departman Tarija nalazi se na jugu Bolivije i graniči s Argentinom i Paragvajem. 
Zbog umjerene klime, plodnih dolina, širokih ravnica, čistih rijeka i srdačnog stanovništva ovo je područje poznato kao bolivijska Andaluzija.

## Stanovništvo
Broj stanovnika u ovom departmanu se u zadnjih pola stoljeća učetverostručio, od 103.441 (1950.) preko 187.204 (1976.) i 291.407 (1992.) do 391.226 (2001.).
Na ovom području živi preko 20 indijanskih plemena koja imaju između 20 i 1500 pripadnika. Najbrojniji indijanski narod je Guaraní.

## Provincije
Tarija je podijeljena u šest provincija:
| Provincija        | Glavni grad | Površina. (km²) | Stan. (2001.) ¹ |
| ----------------- | ----------- | --------------- | --------------- |
| Aniceto Arce      | Padcaya     | 5205            | 52.570          |
| Burnet O'Connor   | Entre Ríos  | 5309            | 19.339          |
| Cercado           | Tarija      | 2078            | 153.457         |
| Eustaquio Méndez  | San Lorenzo | 4861            | 32.038          |
| Gran Chaco        | Yacuiba     | 17.428          | 116.318         |
| José María Avilés | Uriondo     | 2742            | 17.504          |

¹) INE, popis stanovništva iz 2001.

## Gospodarstvo
Ovo je značajno vinorodno područje u kojem se proizvode međunarodno poznata vina. Zbog ribom bogatih rijeka, ovo je najvažnije područje za ribolov u zemlji.
U ovom departmanu nalaze se druge po veličini rezerve prirodnog plina u Južnoj Americi.

## Najveći gradovi
| Grad        | Stanovništvo 2001. (popis) | Stanovništvo 2005. (procjena) |
| ----------- | -------------------------- | ----------------------------- |
| Tarija      | 135.478                    | 159.269                       |
| Yacuíba     | 64.698                     | 82.803                        |
| Bermejo     | 26.133                     | 28.285                        |
| Villamontes | 16.214                     | 18.761                        |

## Vanjske poveznice
- (njem.)Informacije o ovom departmanu na stranicama bolivijskog veleposlanstva u Berlinu  Arhivirana inačica izvorne stranice od 7. listopada 2007. (Wayback Machine)